# 圣让迪布泽
圣让迪布泽（法語：Saint-Jean-du-Bouzet，法語發音：[sɛ̃ ʒɑ̃ dy buzɛ]）是法国奧克西塔尼大區塔恩-加龙省的一个市镇，属于卡斯泰尔萨拉桑区。

## 地理
圣让迪布泽（43°59'24"N, 0°52'30"E）面积7.74 平方千米，位于法国奧克西塔尼大區塔恩-加龙省，该省份为法国西南部内陆省份，北起顺时针与洛特省、阿韦龙省、塔恩省、上加龙省、热尔省和洛特-加龙省接壤。
与圣让迪布泽接壤的市镇（或旧市镇、城区）包括：卡斯泰拉布泽、拉沙佩勒、芒松维尔、皮加亚尔德洛马涅。

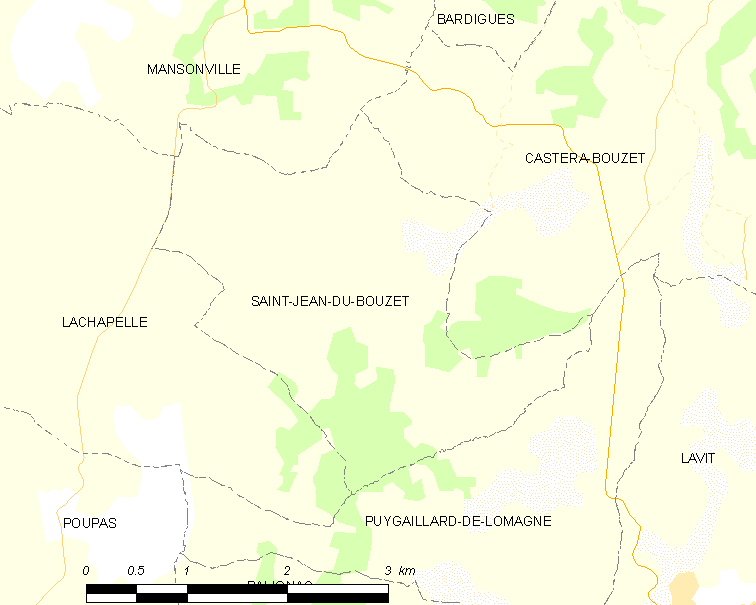
圣让迪布泽的OSM定位图

圣让迪布泽的时区为UTC+01:00、UTC+02:00（夏令时）。

## 行政
圣让迪布泽的邮政编码为82120，INSEE市镇编码为82163。

## 政治
圣让迪布泽所属的省级选区为加龙-洛马涅-布吕尤瓦县。

## 人口

1962-2008年间圣让迪布泽人口变化图示

圣让迪布泽于2022年1月1日时的人口数量为53人。